# Camellia murauchii
Camellia murauchii är en tvåhjärtbladig växtart som beskrevs av Tran Ninh och N Hakoda. Camellia murauchii ingår i släktet Camellia och familjen Theaceae. Inga underarter finns listade i Catalogue of Life.